# Elecciones estatales de Durango de 2001
Las elecciones estatales de Durango de 2001 tuvieron lugar el domingo 1 de julio de 2001, y en ellas se renovaron los siguientes cargos de elección popular:
- 39 Ayuntamientos. Compuestos por un Presidente Municipal y regidores, electo para un período inmediato de 3 años no reelegibles para un período inmediato.
- Diputados al Congreso del Estado. Electos por mayoría de cada uno de los distritos Electorales.

## Resultados Electorales

### Ayuntamientos

#### Ayuntamiento de Durango
- José Rosas Aispuro Torres  Hecho

#### Ayuntamiento de Gómez Palacio
- Leticia Herrera Ale  Hecho